# Airon-Saint-Vaast
Airon-Saint-Vaast é uma comuna francesa na região administrativa de Altos da França, no departamento de Pas-de-Calais. Estende-se por uma área de 5,92 km². Em 2010 a comuna tinha 193 habitantes (densidade: 32,6 hab./km²).